# Kollektivet (film)
Kollektivet (Engels: The Commune) is een Deens-Zweeds-Nederlandse film uit 2016 onder regie van Thomas Vinterberg. De film ging op 17 februari in première op het Internationaal filmfestival van Berlijn.

## Verhaal
Denemarken, jaren 1970. Erik, een professor in architectuur, erft van zijn vader een oud groot huis in Hellerup, in het noorden van Kopenhagen. Samen met zijn vrouw Anna, een bekend nieuwslezeres op televisie, neemt hij er zijn intrek. Om de verveling die in hun huwelijk ingetreden is tegen te gaan, besluiten ze enkele vrienden uit te nodigen om in het grote huis te komen inwonen. Na een tijdje wonen zo een dozijn vrouwen, mannen en kinderen samen in het huis. Ze leven in een commune waar alles collectief besloten wordt. Het evenwicht dat alzo ontstaan is, dreigt verstoord te worden wanneer Erik verliefd wordt op zijn studente Emma en de jonge vrouw ook bij hen komt wonen. Freja, de veertienjarige dochter van Erik en Anna observeert de gemeenschap en zoekt haar eigen manier om met de gebeurtenissen om te gaan.

## Rolverdeling
| Acteur                        | Personage |
| ----------------------------- | --------- |
| Trine Dyrholm                 | Anna      |
| Ulrich Thomsen                | Erik      |
| Helene Reingaard Neumann      | Emma      |
| Martha Sofie Wallstrøm Hansen | Freja     |
| Lars Ranthe                   | Ole       |
| Fares Fares                   | Allon     |
| Magnus Millang                | Steffen   |
| Anne Gry Henningsen           | Ditte     |
| Julie Agnete Vang             | Mona      |

## Prijzen en nominaties
De belangrijkste:
| Jaar | Prijs                    | Categorie                        | Genomineerde(n) | Uitslag  |
| ---- | ------------------------ | -------------------------------- | --------------- | -------- |
| 2016 | Filmfestival van Berlijn | Zilveren Beer voor beste actrice | Trine Dyrholm   | Gewonnen |